# نيون جينيسيس إيفانجيليون: معركة الأوركسترا
نيون جينيسيس إيفانجيليون: معركة الأوركسترا (新世紀エヴァンゲリオン バトルオーケストラ Shinseiki Evangerion Batoru Ōkesutora) هي لعبة فيديو قتالية من إنتاج بروكولي. تبرز اللعبة وحدات الإيفانجيليون والملائكة من نيون جينيسيس إيفانجيليون تتقاتل مع بعضها. اللعبة عبارة عن لعبة قتال جانبية المشهد ثنائية الأبعاد مع بيئات وخلفيات ثلاثية الأبعاد بالكامل، مشابهة لألعاب سوبر سماش بروس.. تبرز صيغة القصة قصصاً منفردة لكل من أسكا لانغلي سوريو، وشينجي إيكاري، وتوجي سوزوهارا، وكنسكي أيدا، وريه أيانامي وكاورو ناغيسا. تستطيع كل وحدة يمكن اللعبة بها القيام بهجومين خاصين اللذين بدورهما يطلقان هجوماً مدمراً.

## الوحدات التي يمكن اللعب بها

### وحدات الإيفا
- الوحدة-00
- الوحدة-01
- الوحدة-02
- الوحدة-03
- الوحدة-04
- إيفا الإنتاج المتسلسل
- الوحدة-ألفا
- الوحدة-بيتا
- الوحدة-00 (نسخة إعادة بناء إيفانجيليون*)
- الوحدة-01 (نسخة إعادة بناء إيفانجيليون*)

### الملائكة
- ليليث*
- ساكييل
- شامشيل
- رامييل
- غاغييل
- إسرافيل
- ساندالفون (لا يمكن اللعب به، استُعمِل كخطر بيئي)
- ساهاكوييل
- ليلييل
- باردييل
- زيرويل

### وحدات أخرى
- جت ألون
- غنباستر

(*تدل على أن الشخصية حصرية في إصدار البي إس بي)

## الاستقبال
بيعت من نسخة البي إس بي للعبة 7082 نسخة في أسبوع إصدارها.

## وصلات خارجية
- (باليابانية) نيون جينيسيس إيفانجيليون معركة الأوركسترا
- صفحة NCS تعلق على كيفية اللعب، والشخصيات، وتبرز وصلة للقطات من اللعبة.